# Гаража Данило Євгенович
Данило Євгенович Гаража (нар. 2 лютого 2006, Дніпропетровськ, Україна) — український футболіст, центральний захисник «Олександрії».

## Клубна кар'єра
Народився в Дніпропетровську. В юнацькому чемпіонаті Дніпропетровської області та ДЮФЛУ виступав за команди з рідного міста АФК «Дніпро», «Дніпро» та ДАФ «Дніпро». За даними сайту worldfootball.net з січня по червня 2022 року виступав за юнацьку команду французького «Нанта», але інші джерела не підтверджують цю інформацію. З 2022 по 2024 рік виступав за «Дніпро-1» в юніорському чемпіонаті України.
На початку липня 2024 року, після зняття «Дніпра-1» з чемпіонату, вільним агентом перебрався до структури «Олександрії», але одразу ж був переведений до «Олександрії-2». На професійному рівні дебютував за резервну команду олександрійців 8 серпня 2024 року в переможному (2:1) виїзному поєдинку 1-го туру групи Б Другої ліги України проти «Гірника-Спорту». Данило вийшов на поле в стартовому складі та відіграв увесь матч. 

## Кар'єра в збірній
Дебютував на міжнародному рівні 27 жовтня 2022 року, за юнацьку збірну Україна (U-17) в переможному (7:0) домашньому поєдинку 2-ї групи кваліфікації юнацького (U-17) чемпіонату Європи проти юнацької збірної Ліхтенштейну (U-17). Гаража вийшов на поле на 76-й хвилині замість Владислава Захарченка. Загалом за юнацькі збірні України різних вікових категорій зіграв 5 матчів.